# Catapotia laevissima
Catapotia laevissima là một loài bọ cánh cứng trong họ Endomychidae. Loài này được Thomson miêu tả khoa học năm 1860.